# George Ticknor
George Ticknor, né le 1er août 1791 à Boston et mort le 26 janvier 1871 dans sa ville natale, est un historien et hispaniste américain.

## Biographie
Élève du Dartmouth College (promotion 1807), George Ticknor se destinait initialement au droit et fut admis au barreau en 1813. Il s'intéressait cependant davantage à la littérature et aux langues étrangères. Entre 1815 et 1819, il accomplit un voyage d'études en Europe, passa deux ans à l'Université de Göttingen et deux autres années entre Paris, Madrid, Lisbonne, Rome, Édimbourg et Londres. Il étudia surtout les langues romanes, en particulier le castillan.
À son retour aux États-Unis, en 1819, il obtint la chaire de littérature moderne qui venait d'être créée à Harvard. Ses cours eurent un grand succès.
En 1835, il résigna ses fonctions professorales et se rendit en Espagne où, avec l'aide de Pascual de Gayangos y Arce, il passa cinq années à réunir les matériaux nécessaires à une monumentale Histoire de la littérature espagnole, publiée pour la première fois à Londres et New York en 1849, plusieurs fois rééditée par la suite et traduite en plusieurs langues. L'hispaniste Joseph Magnabal est ainsi l'auteur de la première traduction française, parue à partir de 1864.